# 王韬 (思想家)
王韬（1828年11月10日—1897年5月24日），初名王利賓，字蘭瀛；十八歲縣考第一，改名為王瀚，字懶今、紫詮、蘭卿，號仲弢、天南遁叟、甫里逸民、淞北逸民、歐西富公、弢園老民、蘅華館主、玉鮑生、尊聞閣王，外號「長毛狀元」，江苏蘇州城外長洲（現吳縣）人，中国改良派思想家、近代華人第一位政論家和新闻记者，新教徒。其被林語堂稱之為「中國新聞報紙之父」。

## 生平

### 童年和少年

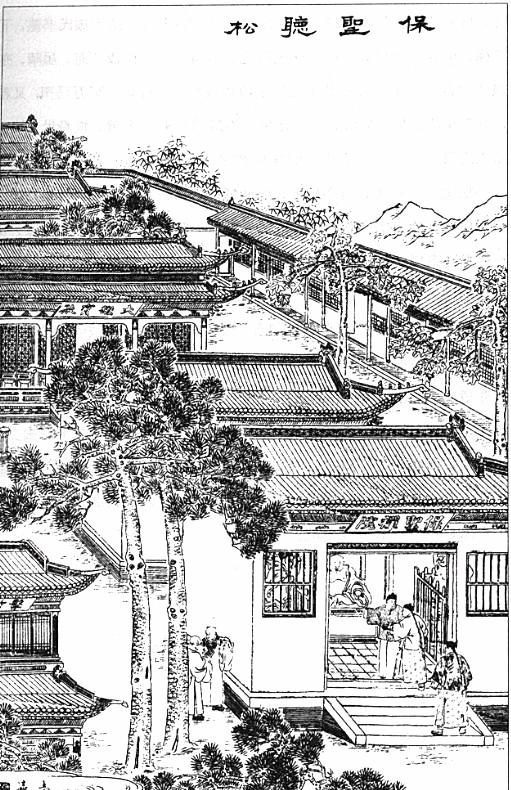
保圣听松

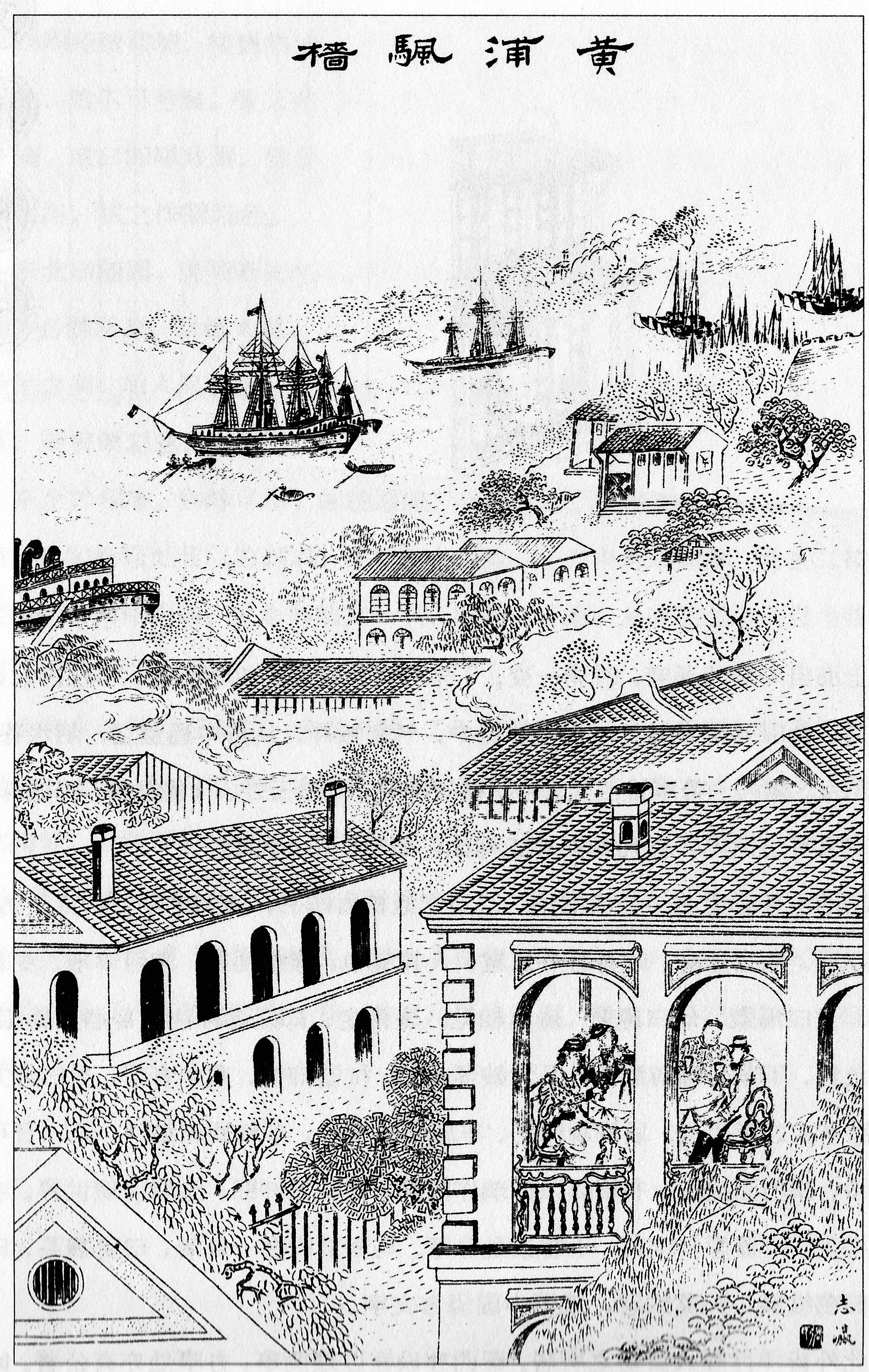
黄埔帆樯

清道光八年十月四日（1828年11月10日）生于苏州府长洲县甫里村（今江苏省苏州市吴中区甪直镇）。王韬的少年在甫里渡过：“余少居甫里，莫有知余者”。王韬五岁，由母亲教识字。父亲是乡村私塾先生，王韬随父亲熟读四书五经，打下扎实的经学基础。王韬少年闲时常到甫里镇上唐代诗人陆龟蒙留下的斗鸭池赏荷花，或到明代梅花别墅探梅，最爱在夕阳将落时分，到保圣禅院听松，“有如千军万马声，又如千山落叶，万豁泉流”，毕生难忘。四十多年之后，王韬在1882年，1885年，1887年三返家乡，必游保圣禅院，并对随行的朋友们讲述少年时保圣禅院听松的往事。道光二十四年（1845年），王韬到昆山应县考，中秀才。道光二十七（1846年）到金陵应考，不第。

### 墨海书馆
道光二十八年（1847年）王韬到上海探望父亲，顺便参观伦敦会传教士麦都思主持的墨海书馆，得麦都思和其长女玛丽、次女娅兰以葡萄酒和音乐款待，并带领王韜参观“光明无纤翳，洵属琉璃世界”的印刷厂房。
王韬对按字母次序排列整齐的活字架，一天能印几千本书的活字版印刷机很感兴趣，心中有了日後自己办书馆的想法。王韬在墨海书馆结识了美魏茶、慕维廉、艾约瑟等传教士。
1848年，王韬父亲病故。王韬此时家有娇妻幼女，必须找工作维持生计；得传教士麦都思聘请，到上海墨海书馆工作。墨海书馆的工资比他在家乡教书所得高得多，王韜有了穩定收入。王韬和家眷就住在墨海书馆宿舍，室内挂一副对联：“短衣匹马随李廣，纸阁芦窗对孟光”。王韬在墨海书馆任麦都思的助手，重新翻译《圣经》。
在1843年香港举办的英国伦敦傳道会代表大会上，多数代表认为早先马礼逊翻译的圣经包含太多俚语，遂决定由伦敦传道会上海分会麦都思、米怜在上海重新组织翻译《圣经》。初步翻译工作由伦敦会教友完成。1847年6月开始，以麦都思、米怜为首的五人代表小组，在周一至周五每天开会研讨四小时。每名代表各有自己的翻译员（王韬是麦都思的翻译），逐字逐句对照原文进行讨论，提出修改意见。新约在1850年翻译完毕，旧约則在1853年翻译完毕。这部《新约》被称为《圣经》“代表译本”。代表译本文句通顺，被英国圣经公会（British and Foreign Bible Society）采纳为海外标准本，短短六年间已经印行十一版，成为在中国最流行的圣经译本。王韬功不可没。
王韬在墨海书馆工作十三年，还先后和偉烈亞力、艾约瑟等传教士，翻译出版《华英通商事略》、《重学浅说》、《光学图说》、《西国天学源流》等书，为西学东渐作出了贡献。
1850年十月，王韬的年轻妻子病故。
根据伦敦会1855年61届大会报告，王韜在1854年8月26日，接受洗礼而正式成為基督徒。

### 避难香港

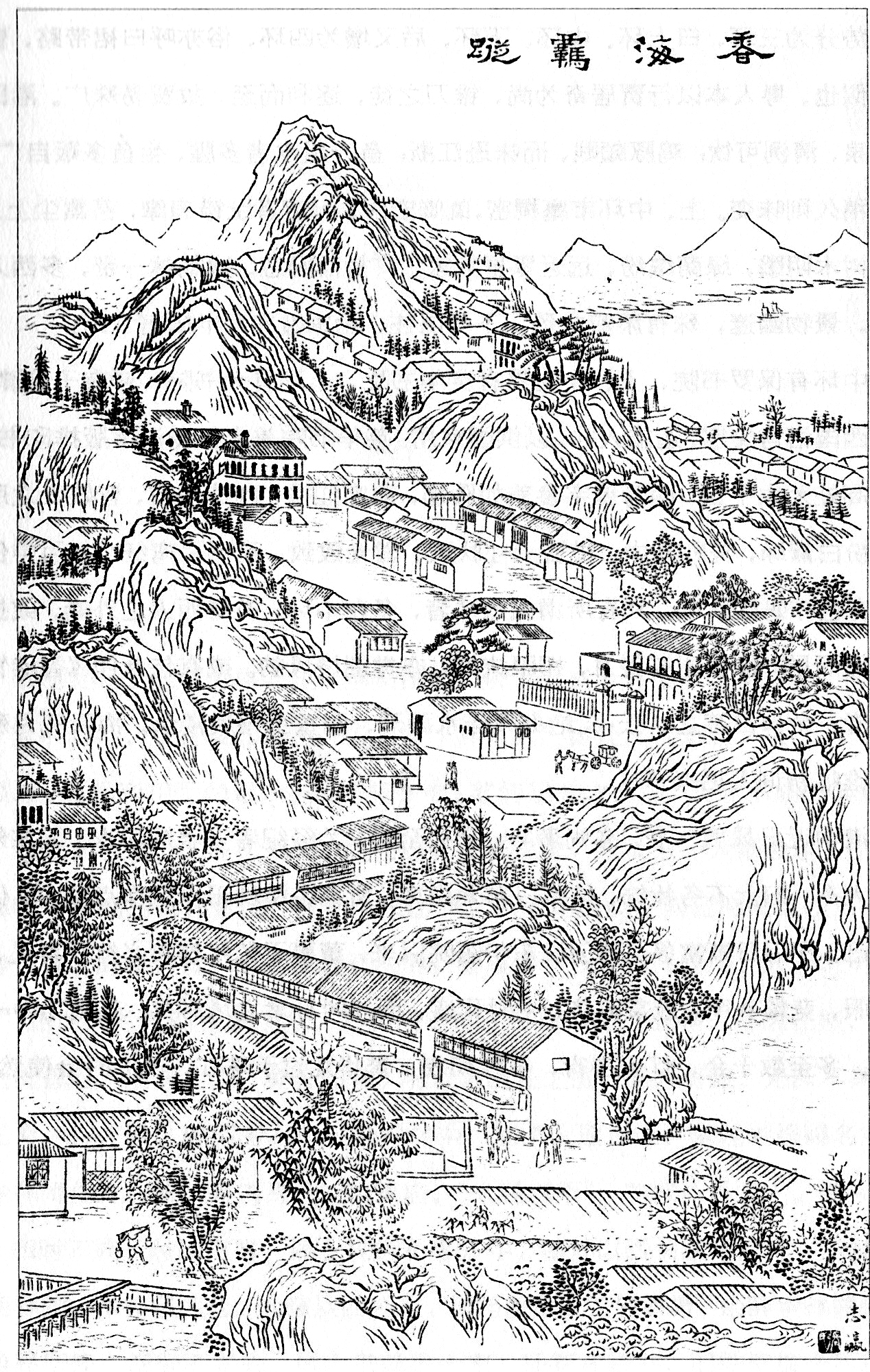
1887年的香港

王韬曾多次给江苏巡抚徐君青等上书，主张与英法修好，并学习西方。虽有部分得以采用，但“然用其言而乃弃其人”
1860年，李秀成率领的一支太平军陷苏州、常州、进迫上海。在这期间王韬回苏州老家探望老母时，结识太平天国地方长官刘肇均（刘绍庆），受其器重。王韬于1862年2月4日化名黄畹上条陈，从战略上为太平军献策，言上海洋人志在通商，对太平天国没有威胁，应集中兵力对付西线的湘军，并希望刘肇均转交李秀成。但李秀成并未采纳。1862年3月7月清军攻破李秀成王家寺七堡垒的军营，王韬陈条落入清军之手，江苏巡抚薛焕见此大惊，火速呈报朝廷，同治帝阅后，四月二十五日下旨：“……惟逆党黄畹为贼策划，欲与洋人通好，与军务实有关系……至该逆所称派拨党与赴洋泾浜潜住，并勾结游民作内应，计殊凶狡，并着李鸿章、薛焕严密防范，黄畹是否见匿上海，或窜赴他处？着曾国藩等迅速查拿，毋任漏网。”（“长毛状元”外号由此而来）。
当时墨海书馆馆长麦都思之子麦华陀爵士正是英国驻上海领事。王韬在上海英国领事馆避难四个多月。1862年10月，在英国领事馆人员护送下搭乘一艘怡和洋行的邮轮亡命英屬香港。香港英华书院院长——汉学家理雅各是上海墨海书馆馆长麦都思的老友，便安排王韬住在香港伦敦教会的宿舍，并聘请王韬协助翻译《十三经》。理雅各在王韬协助下翻译出《尚書》和《竹书纪年》。理雅各在空暇时常邀请王韬到薄扶林寓所小住。王韬初到香港，无亲无故，多仗理雅各资助才能渡过难关。
在此期间，王韬还兼任香港《华字日报》主笔，这是他从事华文新闻事业的开端。

#### 王韬论香港
王韬旅居香港，工余之暇，勤涉书史。当时罕有关于香港的史料，王韬寻访故老，收集关于香港的资料，著《香港略论》、《香海羁踪》、《物外清游》等三篇文章，记述香港的地理环境、開埠前的状况，英軍登陸香港后设立的官府、制度和兵防，以及十九世纪中叶香港的学校、教会、民俗等历史资料。王韬有关香港的文章，是有关香港早期历史的重要文献。

### 欧洲之旅

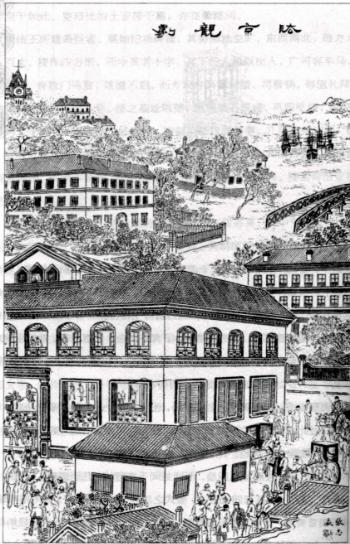
巴黎

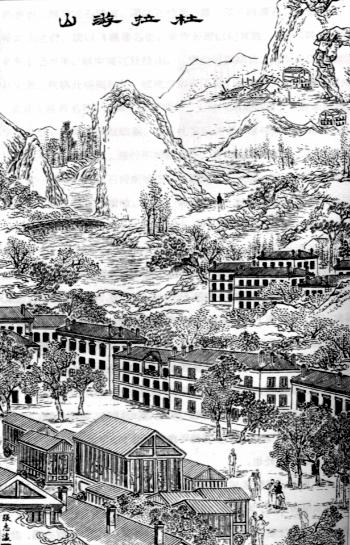
杜拉村

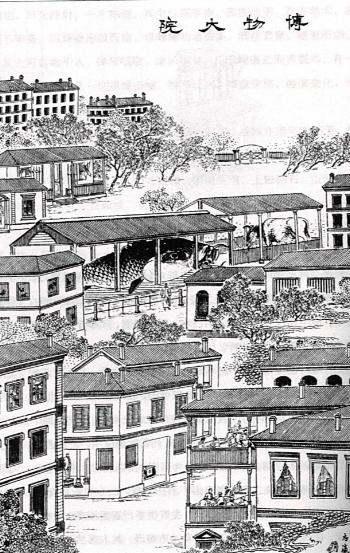
大英博物馆

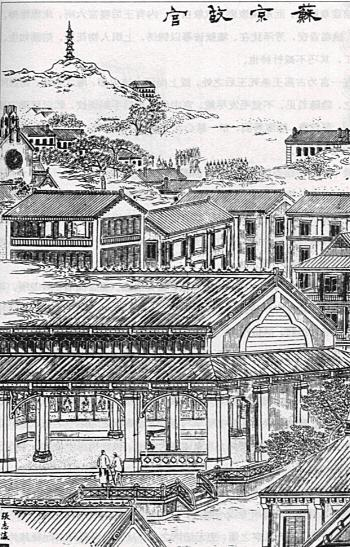
爱丁堡

#### 游历欧洲
1867年理雅各离开香港回苏格兰家乡克拉克曼南郡的杜拉村。理雅各来信邀请王韬到欧洲游历并前来苏格兰继续帮助翻译中国经典。十一月二十日王韬乘轮船启行。取道新加坡、槟榔屿、锡兰、亞丁、开罗出地中海经墨西拿抵达法国马赛。由香港到马赛全程四十多日。每经过一个停泊港口，王韬必定游览一番，并写下游记。王韬从马赛转搭火车经里昂到达法京巴黎。王韬在巴黎游览卢浮宫等名胜，并拜访索邦大学汉学家儒莲。王韬在巴黎小住十几天后继续搭火车到加来港口转搭渡轮过英吉利海峡到英国多佛尔港，改乘火车到英京伦敦。当时理雅各正在伦敦，便陪同王韬游览大英博物馆、圣保罗大教堂等英京名胜。

#### 王韬在牛津大学演讲
牛津大学校长特邀王韬到大学以华语演讲。这是有史以来第一位中国学者在牛津大学讲话。王韬谈到中英通商的历史，維多利亞女王遣人到广东，开始了英国的东方贸易，后来英国官员斯当东始学汉语，随后来华的英国人才通中国语言文字。王韬希望两国继续和睦共处。“是时一堂听者无不鼓掌蹈足，同声称赞。”当时在牛津大学学习汉语的学生，多经国家选拔后，授予官职，派往印度和中国当翻译。王韬还谈到孔子之道与西方天道，孔子之道为人道，西方之道虽是天道，但传西道的还是系于人。“此心同此理也，请一言以决之，曰其道大同”。

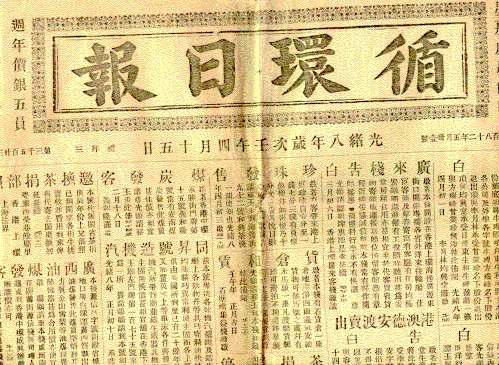
光绪八年《循環日報》

#### 旅居苏格兰
王韬离开伦敦后，在苏格兰克拉克曼南郡的杜拉村居住。假日理雅各和他的三女玛丽常陪王韬游览邻近的杜拉山、坎伯古堡、替里扣特里镇、阿罗威、斯特靈城堡，也游览了爱丁堡，参观爱丁堡大学，游览阿伯丁、亨得利、格拉斯哥、丹迪等地。一如往日，王韬每游一地都写下纪录，后来在上海编入《漫游随录图记》。1870年春理雅各和王韬完成了《诗经》、《易经》、《礼记》等中国经典的翻译。王韬旅居苏格兰期间，应用西方天文学方法研究中国古代日食纪录，著有《春秋日食辨正》、《春秋朔闰至日考》等天文学著作。

### 返港创办《循环日报》
1870年冬理雅各返回香港，重新主持英华书院，王韬随同返香港，在鸭巴甸（今香港仔）租了一间背靠山麓的小屋，名之为“天南遁窟”，自号“天南遁叟”，从事著述之餘，仍旧出任《华字日报》主笔。在此期间，王韬编译了《法国志略》、《普法战纪》，先后在《华字日报》连载，上海《申报》转载。后来王韬《普法战纪》编辑成21万字的单行本。《普法战纪》很受李鸿章重视。《普法战纪》传入日本，也引起很大的反响。
1872年东华医院在香港创立，王韬被选入东华医院第一届董事会。
1873年理雅各返回苏格兰，在理雅各臨走前，王韜和香港倫敦會印務所經理黃勝（平甫）合作，集資一萬墨西哥鷹洋銀元，買下英國倫敦會印務所的印刷設備，改名為中華印務總局。其後在1874年由該設施，印刷出版世界上第一份的华资中文日报——《循环日报》，王韬因此更被尊为中国第一报人。王韬自任主笔十年之久，在《循环日报》上发表八百餘篇政论，宣傳中国必须变法，兴办铁路、造船、纺织等工业以自强。王韬发表在《循环日报》的政论，每篇千字左右，短小精悍，切中时弊。他被认为是中国新闻界政论体的创始人。1875年王韬发表了著名的《变法自强上》、《变法自强中》、《变法自强下》三篇政论，在中国历史上首次提出“变法”的口号，比郑观应《盛世危言》早18年，比康有为、梁启超变法维新早23年。据学者罗香林考证，康有为在1879年曾游历香港，正值王韬担任《循环日报》主笔，发表大量变法政论之时，因此，康有为的变法思想极可能是受王韬影响。王韬无疑是中国变法维新運動的先驅。

### 旅日考察

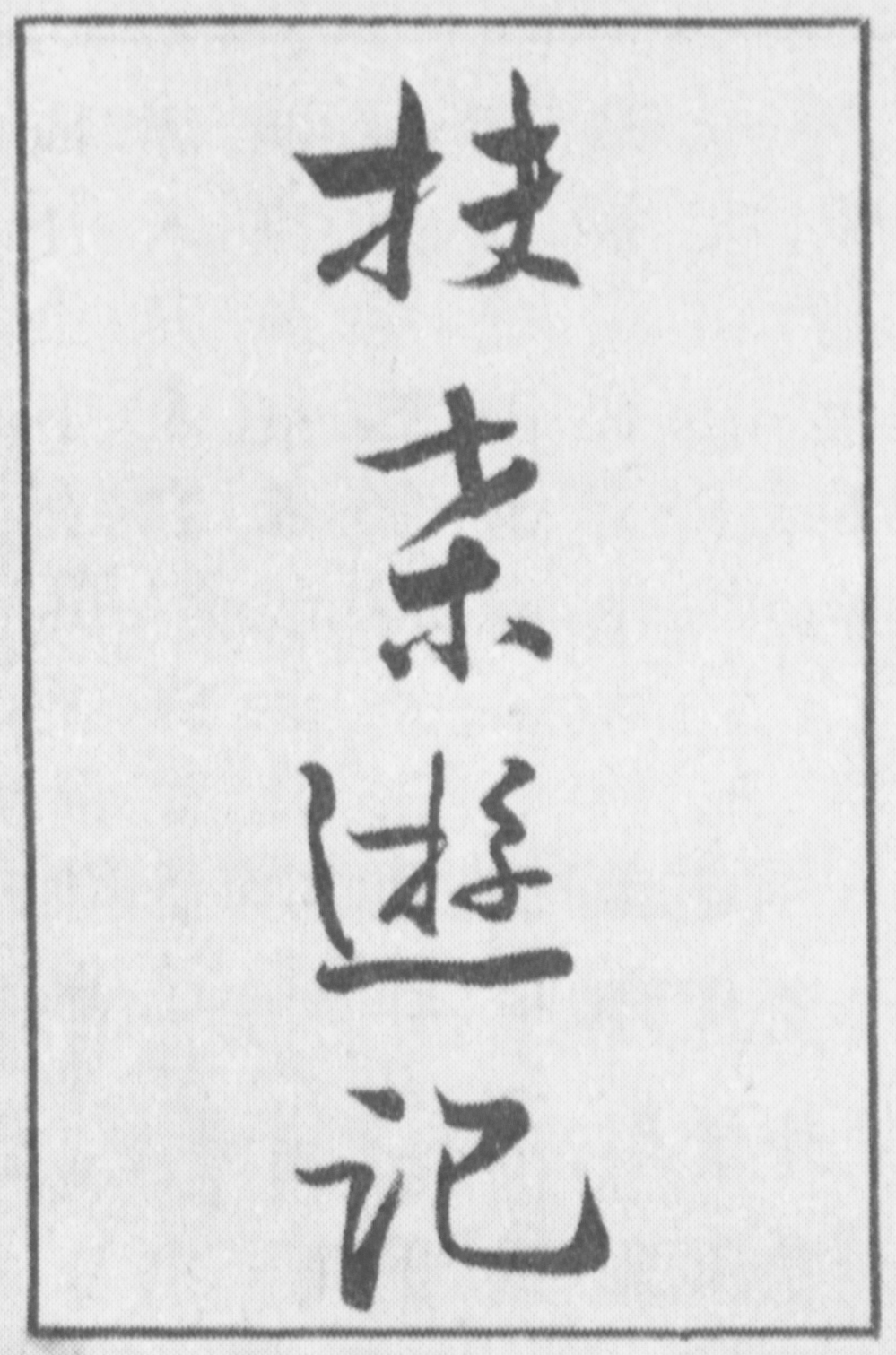
王韬《扶桑游记》

王韬的《普法战纪》一书和发表在《循环日报》上的变法维新政论，深受日本维新派重视。光绪五年（1879年）三月，王韬应日本一等编修重野成斋、《报知社》主笔栗本锄云、蕃士冈鹿门、中村正直、寺田望南、佐田白茅等名士邀请，前往日本进行为期四个月的考察。王韬在此期间结识一批日本维新人士，考察了东京、大阪、神户、横滨等城市，写成《扶桑遊記》。在日本期间，王韬还在东京谒见清廷驻日大使何如璋、副使张斯桂、参赞黃遵憲。

### 终老上海
- 王韬在英国、日本的名望和他的变法维新政论，使清廷重臣李鸿章刮目相看，认为王韬是“不世英才，胸罗万有”希望召罗为用。
- 光绪八年（1882年），王韬曾回上海探路，瞩香港洪茂才校对《弢园文录外编》，由香港印务总局排印。
- 光绪十年（1884年），王韬终于回到他阔别二十二年的上海，定居在沪北吴淞江滨的淞隐庐。此时王韬被聘为《申报》编辑。适逢中法战争，王韬写了很多时评并给盛宣怀等人写了很多信，发表看法和建议，开始主张“慎兵保和”，后来主张“战之以恒”。
- 光绪十一年（1885年），王韬创办弢园书局，以木活字出版书籍。
- 光绪十二年（1886年），任格致书院山长，主持推行西式教学。
- 光绪十三年（1887年），著《淞滨琐话》。
- 光绪十六年（1890年），石印出版《漫游随录图记》，入秋，王韬被聘为《万国公报》特约写稿人。
- 光绪二十年（1894年），孙中山拜见王韬，王韬为孙中山修改《上李傅相书》，安排在《万国公报》发表。
- 光绪二十三年四月二十三日（1897年5月24日），王韬病逝上海城西草堂。

## 政治、经济、军事思想
变法自强。王韬有朴素的辩证法思想，他根据易经中“穷则变，变则通”的道理，断定“天下事未有久而不变者”；他写道“中国何尝不变”。王韬对中国前途充满信心，“吾知中国不及百年，必且尽用泰西之法而驾乎其上”。王韬主张以欧洲强国为榜样。具体办法有四：
1. 改革科举取士法
2. 改革练兵法
3. 改革教育
4. 废除繁文

君民共主论。在中国历史上王韬最早提倡废除君主专制，建立“与众民共政事，并治天下”的君主立宪制度。王韬将世界各国的政治制度，分为三种：
1. 君主之国，如俄罗斯、奥地利、普鲁士、土耳其，国家元首为帝。王韬认为，君为主，必须有尧、舜帝在上，才能长治久安。
2. 民主之国，如法国、瑞士、美国，国家元首为“统领”。王韬认为民主之国，“法制多纷更，心志难专一，究其极，不无流弊”。
3. 君民共主之国，如英国、意大利、葡萄牙、西班牙、丹麦。“朝廷有兵刑礼乐赏罚诸大政，必集众于上下议院，君可而民否，不能行，民可而君否，亦不得行也，必君民意见相同，而后可颁之远近，此君民共主也。”“唯君民共治，上下相通，民隐得以上达，君惠得以下递……如中国三代以上之遗意。”

主张改革军事。王韬主张革新兵器，废除弓箭、大刀、长矛，换成新式火器；将帆船换为轮船，“师其所能，夺其所持。”王韬认为单按西法制造枪炮、轮船、建筑铁路，只不过是抄袭皮毛，更重要的是要变革军队的制度和训练方法。
实业强国。王韬认为富强为强国之本，必须大力兴利：
1. 开发铁矿、煤矿、金矿、银矿、铜矿、水银矿等；
2. 开发羊毛、棉布、丝绸纺织业；
3. 发展海陆交通，造轮船、建筑铁路。

王韬认为“诸利既兴，而中国不富强者，未之有也”。

## 著作

### 理雅各、王韬中译英
- James Legge: The Sacred Books of China. The Text of Confucianism（Oxford 1885年）
- The Book of Change （ISBN 0883560003，易經）
- Confucius Analects （論語）
- Mencius （孟子）
- Shu Ching Book of History （書經）
- Lao Tsu （老子）
- The Hsiao King Or Classic Of Filial Piety （ISBN 1419166875，孝經）
- THE FOUR BOOKS. CONFUCIAN ANALECTS. THE GREAT LEARNING. THE DOCTRINE OF THE MEAN. THE WORKS OF MENCIUS.（四書：論語、大學、中庸、孟子）

### 科学技术
- 王韬、艾约瑟 译：《光学图说》、《格致新学提纲》、《中西通书》。
- 王韬、伟烈亚力 译：《西国天学源流》、《重学浅说》、《华英通商事略》
- 王韬 等 编译： 《西学辑存六种》、《西学原始考》、《泰西著述考》
- 《火器说略》

### 经学著述
- 《国朝经籍志》、《皇清经解校勘记》、《周易集释》、《礼记集释》、《毛诗集释》。

### 史学著述
- 《法国志略》、《普法战纪》、《法兰西志》、《重订法国志略》、《美利坚志》、《俄志》、《日本通中国考》、《琉球朝贡考》、《法越交兵记》、《西古史》、《西事凡》

### 天文历算
- 《春秋日食辨正》、《春秋朔闰至日考》、《春秋朔至表》

### 政论
- 《弢园文录外编》 ISBN 7-5348-1710-2
- 《台事纪闻》

### 文学
- 《法国儒莲传》、《弢园老民自传》、《花国剧谈》、《三恨录》、《衡花馆日记》、《东游日记》、《苕華盧日記》、《衡花馆诗录》、《蘅华馆诗录附存》、《蘅华馆杂著》、《遁窟谰言》、《歇浦芳丛志》、《瑶台小录》、《泰西著述考》、《茗芗寮志》、《弢园著述》、《弢园著述总目》、《探地记》、《丽农山人事实杂录》、《瓮牖余谈》、《渔陬冶遊录》、《淞隐庐杂识》、《弢园藏书志》、《瀛壖杂志》、《弢园尺牍》、《弢园丛书》、《弢园笔乘》、《弢园尺牍续钞》、《弢园经学辑存》、《艳史从钞》、《香艳从书》、《艳史二十种》、《弢园日记》、 《沪城闻见录》、《海陬冶遊录》、《格致书院课艺》、《園筆乘》。
- 《漫游随录图记》 ISBN 7-80603-956-2
- 《淞滨琐话》 十二卷 ISBN 7-5366-3197-9
- 《淞隐漫录》 人民文学出版社 1999 ISBN 7020028330
- 王韬著《弢园文新编》，主编钱锺书、执行主编朱维铮； 北京三联书店 1998 ISBN 710801145-X

### 王韬作品英译
- 《漫游随录》："Selections from Jottings of Carefree Travels". Tr. Ian Chapman. Renditions 53/54
- 《漫游随录图记·香海羁踪》："My Sojourn in Hong Kong."  John and Kirstin Miller, Hong Kong. San Franscisco: Chronicle Books, 1994.
- 《淞隐漫录·媚丽小传》：McAleavy (H): Translation of 'Mei-Li Hsiao Chuan'，a Short Story by Wang T'ao，1953。

## 王韬研究
- 《王韜與近代世界》，林啟彥、黃文江 編, 香港教育圖書, 2000 ISBN 962-948-096-7
- 《王韬评传》，张海林 著，南京大学出版社，1993 ISBN 7-305-01949-6
- 《王韬评传》，忻平 著，上海：华东师范大学出版社，1990 ISBN 7-5617-0465-8
- 《王韬研究》，王立群 著，中国早期“口岸知识分子”形成的文化特征（博士论文）
- 《王韬年谱》，张志春 编著，河北教育出版社，1994 ISBN 7-5434-1905-X
- 《王韬传记资料》，朱传誉 主编，台北天一出版社，1979.
- 《王韬著作》：費正清："Writings of Wang Tao." [excerpts]. In Ssu-yu Teng and John K. Fairbank : China's Response to the West: A Documentary Survey, 1839-1923. Cambridge: Harvard UP, 1954, 137-42.
- Cohen, Paul A.：Between Tradition and Modernity: Wang T'ao and Reform in Late Ch'ing China (Harvard East Asian Monographs) ISBN 0674068769
- 中译本：（美）柯文著，雷颐、罗检秋译，《传统与现代性之间：王韬与晚清的改革》，江苏人民出版社，1994 ISBN 7-214-01271-5
- McAleavy (H):Wang T'ao. The Life and Writings of a Displaced Person. With a Translation of 'Mei-Li Hsiao Chuan', a Short Story by Wang T'ao，1953。 A lecture delivered at The China Society of London on  22 May 1952。
- Vittinghoff, Natascha:Die Anfänge des Journalismus in China (1860 –1911) Harrassowitz Verlag Wiesbaden 2002 ISBN 3447046341
- 王宏志：〈南來文化人：王韜模式 （页面存档备份，存于）〉。
- （美）柯文著，《变动中的中国历史研究视角》

## 外部連結
- Britannica Online Traditional Chinese Edition（王韜）[永久]